# Ge Fei
Ge Fei (n. 9 octombrie 1975, Nantong⁠(d), Republica Populară Chineză) este o jucătoare de badminton ce a reprezentat Republica Populară Chineză, medaliată olimpică. A participat la 2 ediții ale Jocurilor Olimpice (1996, 2000) în care a câștigat două medalii de aur.